# Piz Lagalb
Hornoengadinská hora Piz Lagalb se nachází na území obce Pontresina v údolí Val Bernina v kantonu Graubünden. Jeho vrchol se nachází v nadmořské výšce 2959 m. Za dobrého počasí je z něj vidět až do Dolomit. Piz Lagalb je obklopen údolími Val Minor a Val Bernina.
Hora je od roku 1963 přístupná pro zimní sporty lanovkou z údolí Val Bernina v Horním Engadinu. Zastávka Bernina-Lagalb bernské železnice na trati ze Svatého Mořice do Tirana se nachází v bezprostřední blízkosti údolní stanice lanovky ve výšce 2107 m. Na horní stanici v nadmořské výšce 2893 m se nachází restaurace s vyhlídkovou terasou. Mimo lyžařskou sezónu jsou lanovka a restaurace uzavřeny.
Původně měla být nerentabilní lanovka Lagalb po 54 letech uzavřena na konci zimy 2015/16 v rámci "Strategie 2030". Pro zachování této lanovky však byla založena skupina Pro Lagalb, která chtěla do června 2016 vybrat na její zachování přibližně 5 milionů švýcarských franků. Mezitím lanovku Lagalb koupila společně s lanovkou Diavolezza společnost Piz Nair AG. Ta byla v červnu 2017 přejmenována na Diavolezza Lagalb AG.

## Extení zdroje
- Diavolezza Bergbahn AG
- Pro Lagalb Archivováno 25. 7. 2016 na Wayback Machine.
- Bericht der "Südostschweiz"